# Historia Augusta
Historia Augusta je latinsky psaná pozdně antická sbírka biografií třiceti římských císařů, jejich dědiců a uzurpátorů, od císaře Hadriána v roce 117 až po Numeriana s Carinem, kteří vládli do roku 284/285. Dochovaná sbírka je neúplná.
Původní název sbírky se nedochoval, označení Historia Augusta sbírka získala v roce 1603 od klasicisty Isaaca Casaubona. V samotném rukopisu jsou uvedena jména šesti autorů z počátku 4. století, souhrnně známých jako Scriptores Historiae Augustae, jako datum vzniku je uvedeno období vlády císařů Diokleciána a Konstantina I. Sbírka byla údajně sepsána jako vzor podle díla Životopisy dvanácti císařů, římského historika Suetonia. Každý soubor ve sbírce obsahuje většinou biografii jednoho císaře, jen některé jsou biografií dvou či více císařů, seskupených pouze proto, že vládli současně.
Skutečné autorství díla, jeho datum vzniku, věrohodnost a účel vzniku uvedený v rukopise zpochybnil německý historik Hermann Dessau v roce 1889. Za hlavní problémy sbírky označil povahu zdrojů, u nichž nelze rozlišit historické události od čisté fikce. Sbírka totiž z velké části obsahuje vymyšlené úřední dokumenty a dopisy poznamenáné anachronismy. Od té doby je Historia Augusta předmětem sporů historiků a badatelů, kteří některé části považují za podvrh, přičemž se domnívají, že sbírku sepsal jediný autor na konci 4. století. Úhel autorova pohledu byl vědomě pohanský, patrně se snažil čelit rostoucí dominanci křesťanství, ovlivněn pohanstvím císaře Juliana. Někteří badatelé se domnívají, že autor sbírky použil fiktivní prvky ke zvýraznění odkazů na jiná publikovaná díla, především díla Marka Cicerona a Ammiana Marcellina.
Navzdory dohadům, se jedná o jediný nepřetržitý latinský zdroj pro dané období a tak i přes neshody je na sbírku pohlíženo jako na jedinečný zdroj informací, navzdory jeho zjevné nehodnověrnosti a nedůvěryhodnosti.